# In2ition
In2ition è il secondo album in studio del duo di violoncellisti croato-sloveno 2Cellos, pubblicato nel 2013.

## Il disco
Il duo ha arrangiato cover di brani di vari artisti internazionali per poter eseguire le tracce con il solo ausilio di due violoncelli.

## Tracce
1. Oh Well (feat. Elton John) – 2:35 (Peter Green)
2. We Found Love – 3:34 (Calvin Harris)
3. Highway to Hell (feat. Steve Vai) – 3:31 (AC/DC)
4. Every Breath You Take – 3:51 (Sting)
5. Supermassive Black Hole (feat. Naya Rivera) – 3:26 (Matthew Bellamy)
6. Technical Difficulties – 2:46 (Racer X)
7. Clocks (feat. Lang Lang) – 5:39 (Guy Berryman, Jonny Buckland, Will Champion, Chris Martin)
8. Bang Bang (feat. Sky Ferreira) – 2:47 (Sonny Bono)
9. Voodoo People – 2:47 (Liam Howlett)
10. Candle in the Wind – 2:48 (Elton John, Bernie Taupin)
11. Orient Express – 3:10 (Luka Šulić, Stjepan Hauser)
12. Il libro dell'amore (feat. Zucchero Fornaciari) – 3:27 (The Magnetic Fields)
13. Benedictus – 6:40 (Karl Jenkins)

## Formazione
2Cellos
- Luka Šulić
- Stjepan Hauser

## Premi
- Japan Gold Disc Awards 2014: album strumentale dell'anno